# Tétrafluoroborate de nitrosyle
Le tétrafluoroborate de nitrosyle, également appelé tétrafluoroborate de nitrosonium, est un composé chimique de formule (NO)BF4. Il s'agit d'un sel de l'acide tétrafluoroborique HBF4 constitué de cations nitrosonium NO+ et d'anions tétrafluoroborate BF4− qui se présente sous la forme d'un solide cristallisé incolore. Hygroscopique, il se décompose au contact de l'eau en libérant des oxydes d'azote. Il est utilisé en chimie organique comme réactif de nitrosation.
Il peut être obtenu par réaction de l'acide tétrafluoroborique HBF4 avec le trioxyde d'azote N2O3 suivie de la sublimation sous vide des monohydrates résultants pour en libérer l'eau H2O :
2 HBF4 + N2O3 → 2 (NO)BF4 + H2O.
Il peut être utilisé pour produire des sels métalliques de la forme [MII(CH3CN)x][BF4]2 (M = Cr, Mn, Fe, Co, Ni, Cu). L'ion nitrosonium NO+ agit comme oxydant et se trouve lui-même réduit en monoxyde d'azote NO au cours de la réaction :
M + (NO)BF4 + x CH3CN → [M(CH3CN)x](BF4)2 + NO.
Cette réaction menée à partir de ferrocène conduit au tétrafluoroborate de ferrocénium.